# Wortal
Wortal – portal internetowy zajmujący się jedną określoną tematyką.
Termin pochodzi od określania „portal wertykalny”.